# NGC 893
NGC 893 est une galaxie spirale située dans la constellation du Phénix. Sa vitesse par rapport au fond diffus cosmologique est de 5 911 ± 15 km/s, ce qui correspond à une distance de Hubble de 87,2 ± 6,1 Mpc (∼284 millions d'al). NGC 893 a été découverte par l'astronome britannique John Herschel en 1835.

## Caractéristiques
Sa vitesse par rapport au fond diffus cosmologique est de 5 911 ± 15 km/s, ce qui correspond à une distance de Hubble de 87,2 ± 6,1 Mpc (∼284 millions d'al).
À ce jour, neuf mesures non basées sur le décalage vers le rouge (redshift) donnent une distance de 73,367 ± 3,908 Mpc (∼239 millions d'al), ce qui est à l'extérieur des valeurs de la distance de Hubble. Notons que c'est avec la valeur moyenne des mesures indépendantes, lorsqu'elles existent, que la base de données NASA/IPAC calcule le diamètre d'une galaxie et qu'en conséquence le diamètre de NGC 893 pourrait être d'environ 50,7 kpc (∼165 000 al) si on utilisait la distance de Hubble pour le calculer.
La classe de luminosité de NGC 893 est III et elle présente une large raie HI.